# SFXN2
SFXN2 (англ. Sideroflexin 2) – білок, який кодується однойменним геном, розташованим у людей на 10-й хромосомі. Довжина поліпептидного ланцюга білка становить 322 амінокислот, а молекулярна маса — 36 232.
| 10         |  | 20         |  | 30         |  | 40         |  | 50         |
| ---------- |  | ---------- |  | ---------- |  | ---------- |  | ---------- |
| MEADLSGFNI |  | DAPRWDQRTF |  | LGRVKHFLNI |  | TDPRTVFVSE |  | RELDWAKVMV |
| EKSRMGVVPP |  | GTQVEQLLYA |  | KKLYDSAFHP |  | DTGEKMNVIG |  | RMSFQLPGGM |
| IITGFMLQFY |  | RTMPAVIFWQ |  | WVNQSFNALV |  | NYTNRNAASP |  | TSVRQMALSY |
| FTATTTAVAT |  | AVGMNMLTKK |  | APPLVGRWVP |  | FAAVAAANCV |  | NIPMMRQQEL |
| IKGICVKDRN |  | ENEIGHSRRA |  | AAIGITQVVI |  | SRITMSAPGM |  | ILLPVIMERL |
| EKLHFMQKVK |  | VLHAPLQVML |  | SGCFLIFMVP |  | VACGLFPQKC |  | ELPVSYLEPK |
| LQDTIKAKYG |  | ELEPYVYFNK |  | GL         |  |            |  |            |

A: Аланін

C: Цистеїн

D: Аспарагінова кислота

E: Глутамінова кислота

F: Фенілаланін

G: Гліцин

H: Гістидин

I: Ізолейцин

K: Лізин

L: Лейцин

M: Метіонін

N: Аспарагін

P: Пролін

Q: Глутамін

R: Аргінін

S: Серин

T: Треонін

V: Валін

W: Триптофан

Задіяний у таких біологічних процесах, як транспорт іонів, транспорт заліза, транспорт, ацетилювання. 
Білок має сайт для зв'язування з іоном заліза. 
Локалізований у мембрані, мітохондрії.